# قطعنامه ۹۲۶ شورای امنیت
قطعنامه ۹۲۶ شورای امنیت سازمان ملل متحد که در تاریخ ۱۳ ژوئن ۱۹۹۴ تصویب شد، سندی بین‌المللی دربارهٔ جمهوری عربی چاد-لیبی است. این قطعنامه طی نشست ۳۳۸۹ام با ۱۵ رای موافق، ۰ مخالف و ۰ ممتنع تصویب شد.